# Grizzly Adams. Legenda o Mrocznej Górze
Grizzly Adams. Legenda o Mrocznej Górze (ang. Grizzly Adams and the Legend of Dark Mountain) – amerykański film przygodowy z 1999 roku w reżyserii Johna Hunecka i Davida Sheldona.

## Opis fabuły
Trójka dzieci zaginęła w lesie. Na ich poszukiwania wyrusza Grizzly Adams wraz z oswojonym niedźwiedziem Samsonem. Podczas wyprawy natrafiają na grupę podstępnych poszukiwaczy złota dowodzoną przez bezwzględnego profesora Hunnincuta. Adams i Samson muszą zrobić wszystko, by ich przechytrzyć i uratować dzieci.

## Obsada
- Tom Tayback jako Grizzly Adams
- Joey D. Vieira jako Joey Butterworth
- Mickey Jones jako sierżant Evans
- Mark S. Brien jako Blackerow
- Lindsay Bloom jako Rebecca Brummette
- Billy Davis Jr. jako Ezra Johnson
- Joseph Campanella jako profesor Hunnincut
- Billy Day Dodge jako wódz Sealth
- Eva Andrews jako ciocia Sarah

i inni